# 田端新町
田端新町（日语：／ Tabata-shinmachi */?）是東京都北區的町名。現行行政地名為田端新町一丁目至田端新町三丁目。

## 地理
位於東京都北區、瀧野川地區最東端。北臨荒川區西尾久，東接荒川區東尾久，南連荒川區西日暮里，西通東田端。町域內小型工廠、商業區、住宅區混雜。南北向的尾久橋通，與西南往東北的明治通在南部的田端新町一丁目交差點交會。另外，明治通在西北部的田端新町三丁目交差點與東京都道458號白山小台線（小台大通）交會。町域沿著明治通由東南往西北延伸，西界為東北本線，設有五處汽車可通行的跨道橋。
町內沒有車站，但步行可至西側JR山手線、京濱東北線田端站，東北日暮里-舍人線赤土小學校前站，東南京成電鐵新三河島站，南側JR山手線、京濱東北線、東京地下鐵千代田線、日暮里-舍人線西日暮里站。此外，一丁目有睦（むつみ）通商店會，二丁目有田端新町本通商店會，二、三丁目交界有田端新町仲通商店會（1975年（昭和50年）5月以前為田端新町仲通會）。

### 地價
依據2014年（平成26年）1月1日的公告地價，田端新町2-16-7的住宅地價為41萬9000日圓/m2。

## 歷史
江戶時代，本地屬田端村一部分。田端村大致可分為西側、崖上的上田端，與東側、崖下的下田端兩部分。此地大約是下田端的東半部。下田端西半部大約是現在的東田端。之中再細分還有小名滿加津登（マガツト）、神木等。田端通往西新井大師的參道（現在的舊小台通）通過此地。幕末，彰義隊逃亡時，曾在此地與農民交換衣服後變裝離去。
1889年（明治22年）町村制施行時，此地屬北豐島郡瀧野川村大字田端字神之木、字山谷前、字井堀、字井堀附、字與美、字滿加津登（満かつと）等。1913年（大正3年）10月1日，瀧野川村施行町制，為瀧野川町。
1930年（昭和5年）5月，東北本線尾久支線以東的瀧野川町內、舊下田端大半成立田端新町一〜三丁目。
1938年（昭和12年）以後，相對於多為軍用地的台地地區，田端新町等低地地區發展成以民間工業為中心的工業地帶。1942年（昭和17年）以後，因第二次世界大戰，使得一般工廠的軍需工廠化與各式軍需產業流入，與昭和町及堀船一帶組成密集的工廠地帶。1947年（昭和22年）3月15日，北區成立，此地為北區田端新町一〜三丁目。1966年（昭和41年）2月1日實施住居表示。由於交通便利，密集的小型工廠開始改建成住宅與高層公寓，明治通沿線的機械批發街也陸續轉變為住宅。

### 沿革
- 1889年（明治22年） - 町村制施行，此地為北豐島郡瀧野川村大字田端字神之木等各小字。
- 1913年（大正2年）10月1日 - 瀧野川村施町制，為北豐島郡瀧野川町大字田端各小字。
- 1930年（昭和5年）5月 - 成立瀧野川町大字田端新町一〜三丁目。
- 1932年（昭和7年）10月1日 - 瀧野川町編入東京市，為東京市瀧野川區田端新町一〜三丁目
- 1943年（昭和18年）7月1日 - 東京都制（日语：東京都制）施行，為東京都瀧野川區田端新町一〜三丁目。
- 1947年（昭和22年）3月15日 - 北區成立，為東京都北區田端新町一〜三丁目。
- 1966年（昭和41年）2月1日 - 實施住居表示（日语：住居表示）。

## 交通

### 鐵道

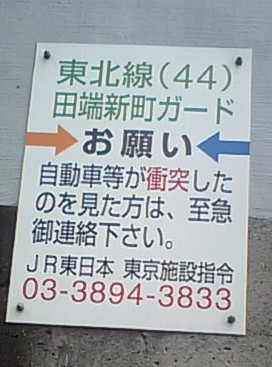
田端新町跨道橋看板

- 東京都交通局日暮里-舍人線 - 尾久橋通上的高架，未在本町設站。

### 巴士
- 東京都交通局
- 國際興業巴士（日语：国際興業バス）

### 道路
- 東京都道58號台東川口線（日语：東京都道・埼玉県道58号台東川口線）（尾久橋通）
- 東京都道306號王子千住南砂町線（日语：東京都道306号王子千住南砂町線）（明治通）
- 東京都道458號白山小台線（日语：東京都道458号白山小台線）（小台大通）
- 舊小台通
- 睦（むつみ）通

## 設施
- 北區立東田端圖書館
- 北田端新町郵便局
- 田端新町一丁目睦會會館
- 田端新町三丁目會館
- 田端新町公園
- 睦（むつみ）公園
- 都營田端新町一丁目公寓

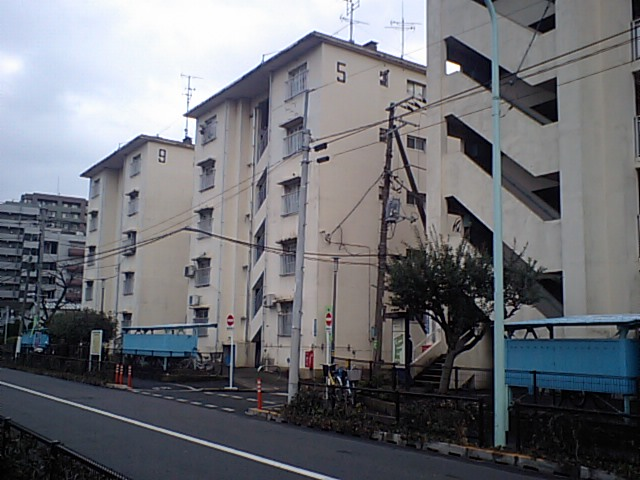
都營田端新町一丁目公寓

- NTT田端尾久大廈、NTT田端技術（テクノ）大廈（舊田端尾久電話局）
- NTT Communications（日语：NTTコミュニケーションズ）
- 瑞穗銀行尾久（日语：尾久町）支店

## 備註
1. ↑  人口統計表（平成26年08月1日現在） 的存檔，存档日期2014-08-19.
2. 1 2 3 4 5 6 7 8  『角川日本地名大辞典 13　東京都』，角川書店，1978年
3. 1 2  『地形社編　昭和十六年東京三十五区内（29）滝野川區詳細図』（復刻）昭和礼文社，人文社
4. ↑  『コンサイス東京都35区区分地圖帳』日本地図，1946年9月。
5. ↑  . 北区商店街連合会.   [2010年2月9日]. （原始内容存档于2016年3月4日）.
6. ↑   (PDF). 北区 地域振興部産業振興課.   [2009年2月9日]. （原始内容 (PDF)存档于2009年10月7日）.
7. ↑  『新編武蔵風土記稿巻之十八』，「大日本地誌体系（八）新編武蔵風土記稿　第一巻」雄山閣，1957年2月再版所収。
8. 1 2 3  『北区の自然と傳説（30）‐神ノ木稲荷社』1975年6月8日，「北區新聞」所収
9. ↑  『東京郵便局明治40年・東京逓信管理局明治44年東京市15区近傍34町村番地界入（29）北豊島郡瀧野川村全図』（復刻）人文社
10. ↑  『新修北区史』東京都北区役所，1971年3月，pp448-451。
11. 1 2  川崎房五郎監修，北区教育会教育研究所，同小・中学校社会科研究部『教師のための郷土資料集（昭和33年度）』東京都北区，1958年，pp223-231

## 外部連結
- 北區網站 （页面存档备份，存于）